# راس غابر (العدين)

تعديل مصدري - تعديل

راس غابر محلة تابعة لقرية غابر، التابعة لعزلة غابر بمديرية العدين إحدى مديريات محافظة إب في الجمهورية اليمنية، بلغ تعداد سكانها 77 حسب تعداد اليمن لعام 2004.